# Црква Светог Михаила у Обилићу
Црква Светог Михаила у Обилићу, насељеном месту и седишту истоимене општине на Косову и Метохији, припадала је Епархији рашко-призренској Српске православне цркве.

## Мартовски погром 2004.
Погром у Обилићу је почео 18. марта 2004. године по истом сценарију као у већини места претходног дана. Срби су потпуно избачени из овог града, смештени у колективне центре или код рођака у околним селима.
У новоизграђеној цркви посвећеној Светом архангелу Михаилу, Албанци су запалили аутомобилске гуме, тако да је спољашња структура цркве остала сачувана, али је унутрашњост значајно оштећена ватром и високом температуром. Тога дана заједно са црквом у Обилићу, гореле су и бројне српске куће и станови.